# Ptyelus mexicanus
Ptyelus mexicanus is een halfvleugelig insect uit de familie Aphrophoridae. De wetenschappelijke naam van deze soort is voor het eerst geldig gepubliceerd in 1850 door Spinola.